# Мексиканец (фильм, 2001)
«Мексиканец» — кинофильм 2001 года режиссёра Гора Вербински производства компании DreamWorks.

## Сюжет
Джерри Уэлбах — типичный недотёпа. Он умудрился врезаться в автомобиль гангстера Арнольда Марголиса, в багажнике у которого находилась потенциальная жертва. В результате Марголис заставил Джерри работать на себя пять лет, которые он сам же и получил в качестве тюремного срока.
Правая рука Марголиса — Берни Нейман — отправляет Джерри в мексиканский городок Сан-Мигель, дав ему задание найти бесценный старинный пистолет под названием «Мексиканец», по легенде несущий проклятие своим владельцам, и отвезти в США. У Джерри постоянные размолвки с его подружкой Самантой, которая крайне недовольна его криминальной профессией и тем, что жених уделяет ей мало внимания. В конце концов она решила поставить ультиматум — либо Джерри едет с ней в Лас-Вегас, либо уезжает на задание в Мексику и они расстаются. Однако Джерри понимает, что если не выполнит данного ему Нейманом поручения, то тот может его попросту убить. В итоге Джерри выбирает второе, и Саманта объявляет, что уезжает в Лас-Вегас одна.
Сразу после расставания по дороге в Лас-Вегас Саманту взял в заложники киллер-профессионал по имени Лерой. Нейман решил подстраховаться на случай, если Джерри не вернётся с ценным грузом — тогда он сможет обменять пистолет на Саманту. Однако выясняется, что «Мексиканец» нужен не только Марголису. Лерою приходится защитить Саманту от нападения другого охотника за сокровищем, некоего чернокожего бандита. Лерой и Саманта постепенно находят общий язык и едут в Лас-Вегас, где живут в отеле до тех пор, пока Лерой не получит дальнейших распоряжений по поводу Саманты.
Тем временем в Мексике Джерри приезжает в Сан-Мигель и находит бар, в котором была назначена встреча с дилером по имени Бек. В городе празднуется День Независимости, и жители вышли на площадь, начали запускать фейерверки, пить и стрелять в воздух. В баре Бек узнаёт Джерри и отдаёт ему пистолет. Выходя из бара, Бек трагически погибает, получив в затылок случайную пулю, посланную одним из пьяных прохожих с площади. Джерри, поражённый смертью дилера, звонит своему другу, Теду Шоркеру, также работающему на Неймана. Тот, узнав о произошедшем, сообщает ему, что Бек был внуком Марголиса. Пока Джерри говорит с Тедом по телефону, местная мафия угоняет у него машину, в бардачке которой лежал «Мексиканец». Теперь его задача — вернуть пистолет обратно. Он находит членов мафии, забирает у них свою машину и пистолет и увозит с собой в пустыню одного из членов банды с целью допросить о «Мексиканце» и людях, которые хотят его заполучить. Оставив его одного посреди пустыни с простреленной ступней, Джерри едет в отель. Там он собирает вещи, чтобы поехать в аэропорт. Однако по дороге в отель его арестовывает местный полицейский, во время обыска нашедший ценный пистолет. Полицейский отпускает Джерри с условием, что «Мексиканец» останется у него. Спустя некоторое время он проследил за полицейским, который продал пистолет местному оружейнику. Джерри опять звонит Теду и тот приезжает в Сан-Мигель с целью помочь Джерри выкрасть пистолет у оружейника. Джерри наконец добывает ценный пистолет, однако вернуться в США он не может — Тед по ошибке взял его паспорт, и Нейман распоряжается, чтобы Лерой вместе с Самантой сами вылетели к нему в Мексику из Лас-Вегаса.
Джерри встречает Саманту с Лероем в аэропорту Толуки. По пути из аэропорта Джерри опять повздорил с Самантой, в результате чего машина вылетела с дороги и пробила колесо. Пока Джерри менял колесо, ему удалось убить Лероя. Когда он проверил его документы, оказалось, что Лероя на самом деле зовут Уинстон Болдри. Лероем звали как раз того темнокожего киллера, который несколько раз пытался убить девушку. В конце концов в Мексику вылетает уже сам Марголис, вышедший из тюрьмы. Как оказывается, у пистолета нет особой ценности — это семейная реликвия. Марголис, пока сидел в тюрьме, пообещал своему сокамернику-мексиканцу, что вернёт реликвию в его семью. Берни Нейман же предполагал, что «Мексиканец» стоит больших денег, и начал тайную игру против хозяина, найдя покупателя на пистолет. Саманте, которой отдал пистолет на сохранение Джерри, удаётся убить Неймана из старинного пистолета с единственной пулей. В концовке Джерри с Самантой отдают пистолет Марголису и возвращаются домой.

## В ролях
| Актёр              | Роль            |
| ------------------ | --------------- |
| Брэд Питт          | Джерри Уэлбах   |
| Джулия Робертс     | Саманта         |
| Джеймс Гандольфини | Уинстон Болдри  |
| Джонатан Симмонс   | Тэд Шоркер      |
| Боб Балабан        | Берни Нейман    |
| Шерман Огастес     | настоящий Лерой |
| Джин Хэкмен        | Марголис        |
| Ричард Кока        | угонщик         |
| Дэвид Крамхолц     | Бек             |
| Анхелина Пелаэс    | мать            |

## Съёмочная группа
- Режиссёр: Гор Вербински
- Продюсеры: Лоуренс Бендер, Джон Балдекки
- Сценарист: Джоэл Уайман
- Оператор: Дариуш Волски
- Композитор: Алан Сильвестри

## Саундтрек
- «These Boots Are Made for Walkin’» — Нэнси Синатра